# Джулиан, Джон
Джон Джулиан (англ. John Julian) — первый темнокожий пират, официально упоминаемый в документах. Штурман «Уиды».

## Биография

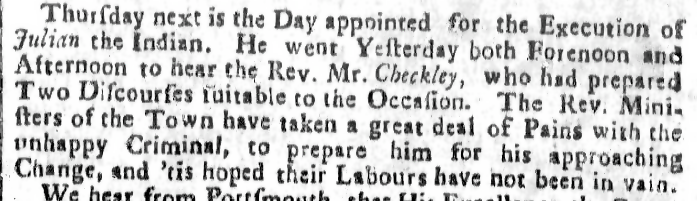
Газета с заметкой о казни «Джулиана-индийца»

Джулиан был наполовину мискито, который одним из первых присоединился к Сэмюэлю Беллами в его короткой, но яркой карьере. В конечном счёте стал штурманом «Уиды», которая была флагманом флота Беллами, когда ему было только 16 лет. Джулиан был одним из 30—50 негров в пиратской команде (в команде Беллами все были на равных условиях).
Жизнь Джулиана стала более трудной после того, как он пережил крушение «Уиды» в 1717 году. Он был заключен в тюрьму в Бостоне, но никогда ни в чём не обвинялся. Затем его продали в рабство. «Джулиан-индиец» был куплен Джоном Куинси (чей внук, президент Джон Куинси Адамс, стал убеждённым аболиционистом).
Кажущийся буйным и непокорным, Джулиан продавался от одного владельца к другому и часто пытался убежать. Во время одной из попыток он убил охотника за головами, который пытался поймать его. В 1733 году Джон Джулиан был казнён.